# NGC 5135
NGC 5135 é uma galáxia espiral barrada (SBab) localizada na direcção da constelação de Hydra. Possui uma declinação de -29° 50' 01" e uma ascensão recta de 13 horas, 25 minutos e 44,0 segundos.
A galáxia NGC 5135 foi descoberta em 8 de Maio de 1834 por John Herschel.